# Paul Marcinkus
Paul Casimir Marcinkus, född 15 januari 1922 i Cicero, Illinois, död 20 februari 2006 i Sun City, Arizona, var en amerikansk katolsk ärkebiskop och president för Vatikanens bank, Vatikanbanken (officiellt benämnd Istituto per le Opere di Religione, IOR), från 1971 till 1989. Han var inblandad i skandalen kring Banco Ambrosianos kollaps 1981-1982.

## Biografi
I början av 1980-talet tydde den italienska banken Banco Ambrosianos affärer på kriminella aktiviteter. Marcinkus satt som chef för bankens utländska verksamhet. Han hade under många år arbetat nära bankiren Roberto Calvi. Calvi skötte många av Vatikanens bankaffärer (i pressen kallades han för "Guds bankir") och var vid tiden för den aktuella finansskandalen ordförande för Banco Ambrosiano. Vatikanen var bankens största ägare. Calvi använde ett omfattande nätverk av utländska banker och konton för att föra ut Banco Ambrosianos tillgångar ur landet. 
Calvi arresterades och dömdes i en rättegång till fyra års fängelse. Han överklagade och i väntan på nästa rättegång blev han frisläppt. I juni 1982 gjorde Banco Ambrosiano en uppmärksammad konkurs med saknade tillgångar på mellan 700 miljoner och 1,5 miljard dollar. Calvi flydde landet och några dagar senare hittades han hängd under Blackfriars Bridge i London. Brittisk polis avskrev vid denna tid Calvis död som självmord. Efter en ny, mera ingående undersökning av dödsfallet 1992 konstaterades att det rörde sig om mord. Calvi var inte den ende som hittades död i samband med Banco Ambrosiano-affären. Bland andra påträffades Gérard Soisson (1935–1983), från ett transaktionsföretag knutet till banken, mördad på Korsika. En journalist, Carmine Pecorelli (född 1928), som undersökte Banco Ambrosianos affärer, hade påträffats mördad 1979, i distriktet Prati i Rom.
Italienska åklagare pekade ut bland andra Calvi och ärkebiskop Marcinkus som huvudansvariga i härvan. Medan Calvi dömdes i rättegång, lyckades Marcinkus dock undgå åtal och stannade kvar som Vatikanbankens president i hela sju år till. Vissa inom Vatikanen ville ha honom avskedad från denna post på grund av Banco Ambrosiano-affären och andra tvivelaktiga affärer. Påven Johannes Paulus II, som hade avgörandet i sin hand, lät honom dock vara kvar. Marcinkus var även med i Vatikanens inflytelserika kurian fram till 1990. Det faktum att han dock aldrig upphöjdes till kardinal är en omständighet i sammanhanget som måhända är signifikativt.
År 1986 citerade London-tidningen The Observer detta uttalande från Marcinkus: Det går inte att driva Kyrkan på Ave Maria-böner.
På sin ålders höst slog sig Marcinkus ned i hemlandet USA, närmare bestämt i Sun City, Arizona där han även avled.

## Populärkultur
Historien kring Banco Ambrosiano inspirerade Francis Ford Coppola, som använde sig av den i filmen Gudfadern III (1990).